# Esposa de Putifar
L'esposa de Putifar és un personatge menor de la Bíblia hebrea i de l'Alcorà. Era l'esposa de Putifar, un sacerdot i capità de la guàrdia personal del faraó que vivia a Heliòpolis (Antic Egipte) en temps de Jacob i els seus dotze fills. Tenien una filla, que en algunes versions s'identifica amb Assenat, futura esposa del patriarca Josep.
Segons el Llibre del Gènesi, un dia el seu espòs va comprar un esclau canaaneu de 17 anys a un mercader ismaelita. L'esclau s'anomenava Josep i era molt eficient. A poc a poc, es va anar guanyant la confiança de Putifar fins que aquest el va nomenar administrador de la casa. La dona es va enamorar de l'esclau i se li insinuà per mantenir relacions sexuals. El jove va negar-s'hi i quan va arribar el seu marit, que estava de viatge, la dona va acusar l'esclau d'haver-la violat. Putifar va creure la seva dona i Josep va acabar a la presó. Aquesta narració, que representa un motiu prevalent en moltes cultures, ha generat al seu torn molts desenvolupaments en el judaisme, el cristianisme i l'islam, prenent noves formes cada cop. Ha inspirat moltes obres d'art.
Al Gènesi no se li dona cap nom, però en fonts jueves medievals posteriors i en la tradició islàmica, se l'identifica com Zuleika (/zuːleɪkɑː/; hebreu: זוליכה‎; àrab: زُلَيْخَا, Zulayẖā).

## En elGènesi
La Bíblia narra el tractament que l'esposa de Putifar va fer de Josep, esclau del seu marit, de la següent manera:

## En l'Alcorà
L'Alcorà narra el tractament que l'esposa d'Aziz va fer de Yússuf de la manera següent:

## En fonts jueves
Els comentaristes jueus també veuen alguns bons motius en les seves accions. Una història sobre Zuleika s'explica en un midraix hebreu medieval, Sefer haYashar (ספר הישר), també conegut com el Toledot Adam i Divrei haYamim heArukh, on ella estava junt amb altres dones aristocràtiques egípcies, el seu cercle d'amigues, que es burlaven d'ella per estar enamorada d'un noi esclau hebreu. En convidar les seves amigues a casa seva, Zuleika va donar taronges i ganivets per tallar-les a totes elles. Mentre es dedicaven a aquesta tasca, Zuleika va fer passar Josep per la sala. Distretes per la seva bellesa, totes les dones es van tallar accidentalment amb els ganivets, traient sang. Zuleika va recordar llavors les seves que havia de veure Josep durant tot el dia. Després d'aquest incident, les seves amigues van deixar de burlar-se d'ella.
Raixí comenta que l'esposa de Putifar va veure a través de l'astrologia que tindria fills a través de Josep. Però el càlculs astrològics no van ser del tot correctes. Assenat, la seva filla (per adopció, en alguns relats) es va convertir en l'esposa de Josep i, per tant, l'esposa de Putifar va «engendrar nets» (no fills) de Josep.

## En fonts islàmiques
Els comentaristes de les escriptures musulmanes (mufassirun) han considerat Zuleika com una pecadora i villana amb les excepcions dels grans poetes místics musulmans Rumi, Hafiz i Jami. Per a Rumi, l'obsessió de Zuleika amb Joseph és un símptoma i una manifestació del gran amor profund (ishq; عشق) a Déu per part de l'ànima. Per això, insisteix, és cert l'amor profund de qualsevol persona per una altra persona.

## Interpretacions

### L'esposa de Putifar
L'esposa de Putifar no té un nom a la Bíblia ni a la tradició cristiana. D'altra banda, un midraix titulat Sefer haYashar es fa ressò en les històries medievals que li donen el nom de Zulika. Tampoc se l'anomena a l'Alcorà, però les tradicions musulmanes de l'edat mitjana també l'anomenen Zulika

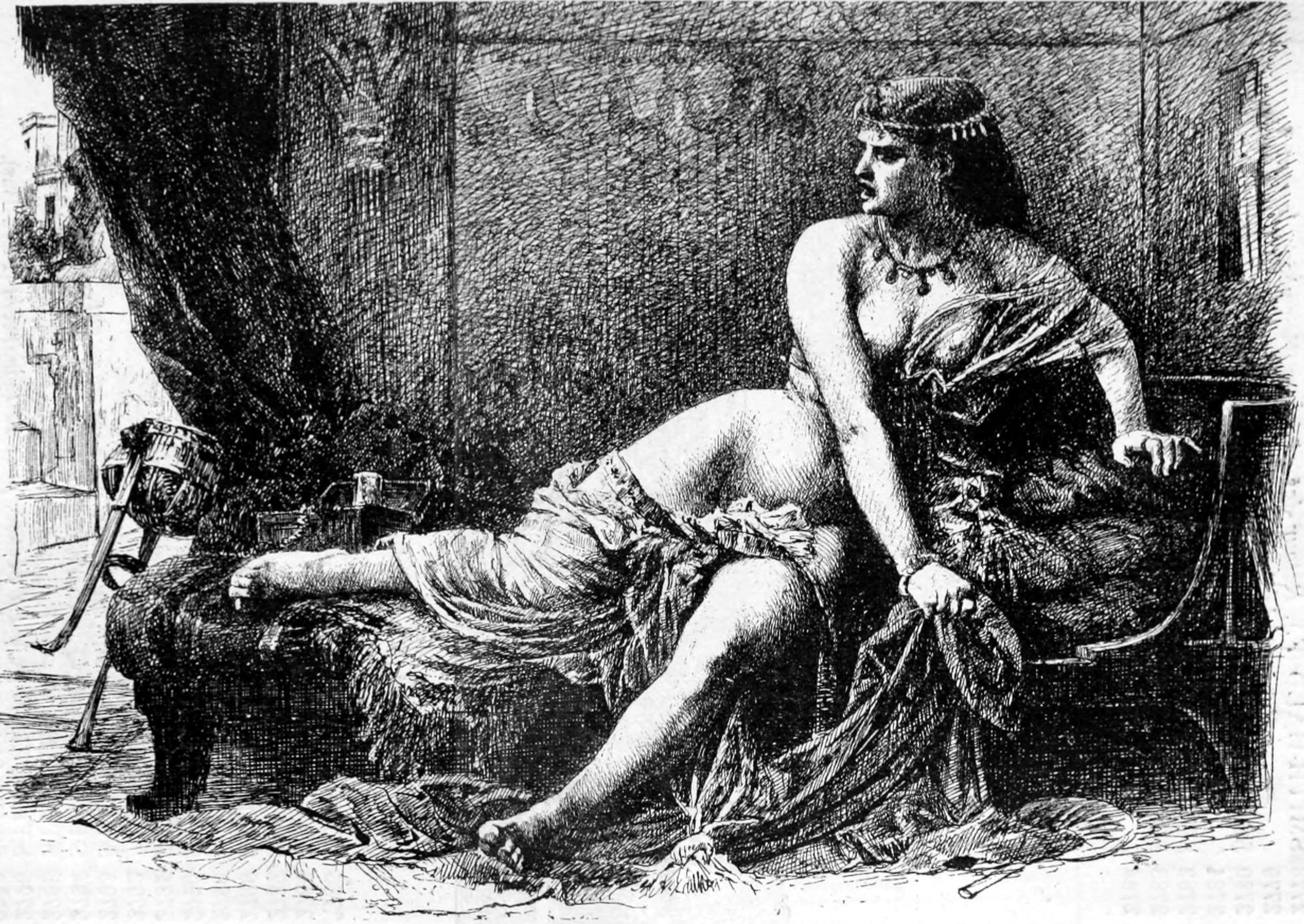
L'esposa de Putifar, per Louis-Frédéric Schützenberger (c. 1870)
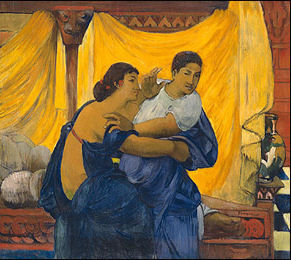
Josep i l'esposa de Putifar, per Gauguin (1896)
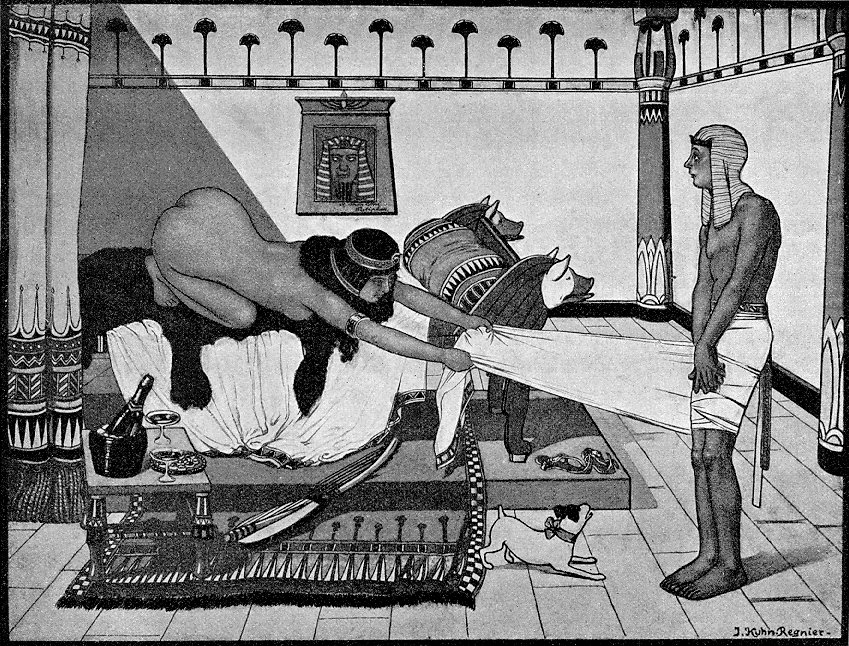
Josep i l'esposa de Putifar, per Joseph Kuhn-Régnier (1910)

L'escena del seu intent de seducció apareix en diverses miniatures perses, sobretot de Bihzad.
Les seves inclinacions cap a l'adulteri s'expliquen generalment pel fet que el seu marit podria ser un eunuc, una hipòtesi adoptada per Thomas Mann a la seva novel·la Josep a Egipte (1936). En aquesta tercera part de la seva tetralogia, Josep i els seus germans, Mann descriu la caiguda d'una dona que va ser primer exemplar i que després va ser consumida per una passió morbosa.

### Iconografia
El capítol 39 del Llibre del Gènesi, i malgrat que l'esposa de Putifar no era un personarte important a la Bíblia, va tenir una presència relativament destacada a l'art i ha estat representat per molts mestres de l'art cristià, com a mínim des del Gènesi de Viena (primera meitat del segle VI) fins a la Crònica de Nuremberg (1493). Els temes tractats al voltant d'aquesta iconografia són la castedat de Josep, el tràgic premi a la seva lleialtat o, simplement, mostrar una escena amorosa amb la figura de l'esposa més o menys explícita depenent del context artístic i social.
Escultures, frescos, vitralls i il·luminacions retransmeten el tema a les catedrals de Bourges, Tours, Rouen i Chartres. En aquest darrer cas, l'esposa de Putifar, al sòcol de l'estàtua de Josep al portal nord, escolta un drac que li predica la infidelitat.

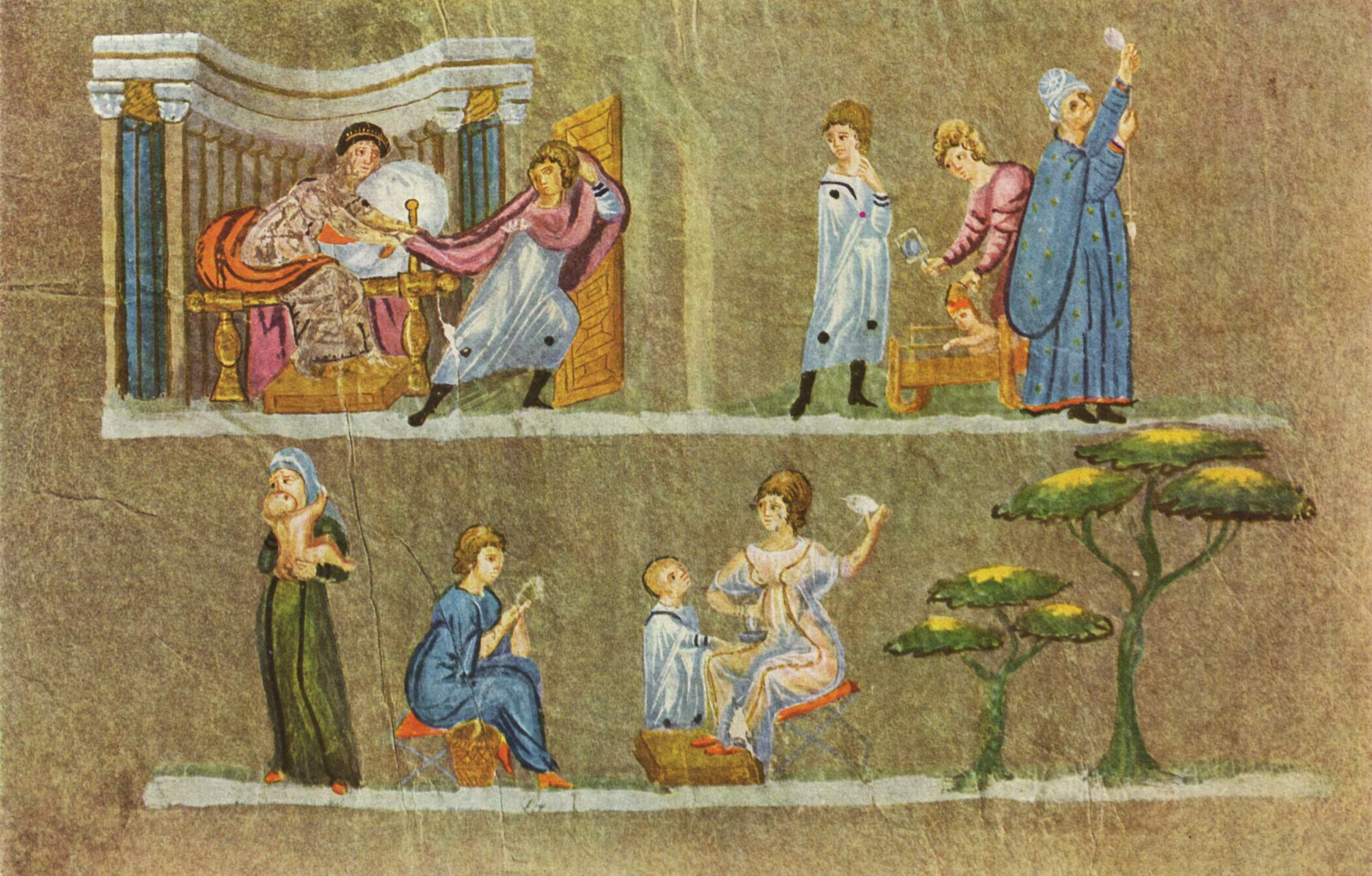
Escena de Josep i l'esposa de Putifar al Gènesi de Viena
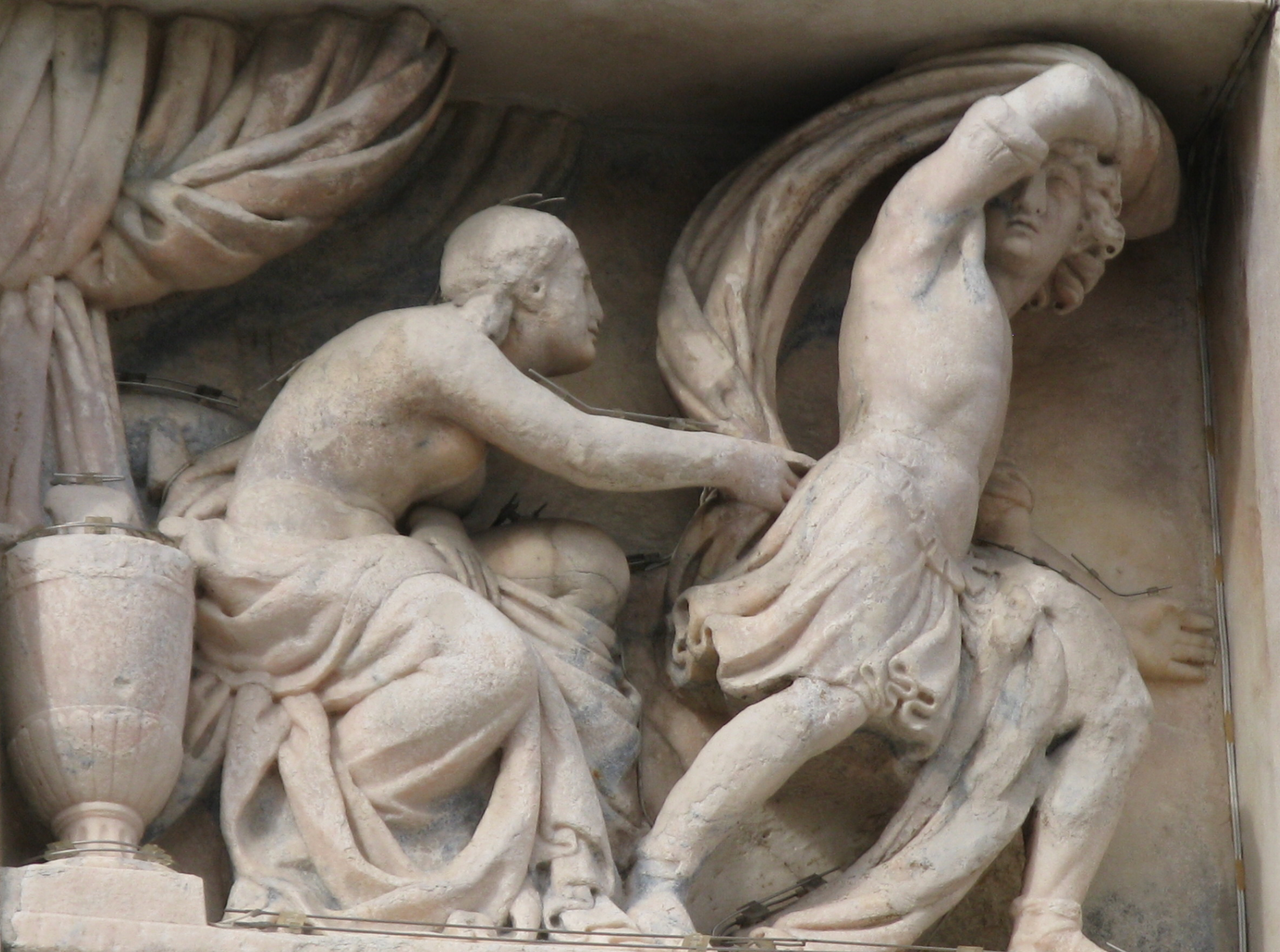
Josep i l'esposa de Putifar. Exterior de la Catedral de Milà
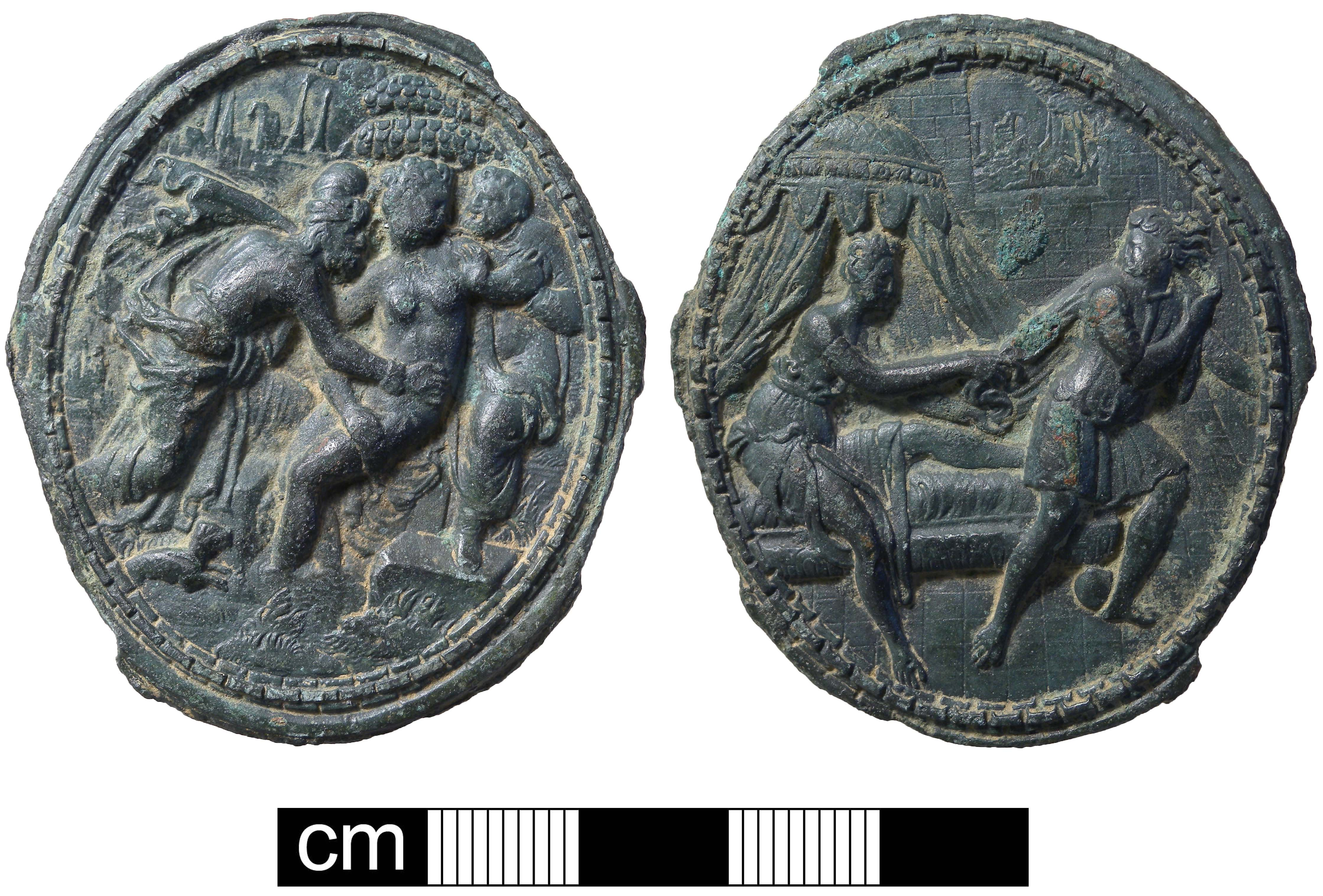
Medalló oval bifacial postmedieval. La part esquerra és una representació de la història de Susanna i els vells de l’Antic Testament. La part dreta representa l'escena de Josep i l'esposa de Putifar

En el camp de la pintura i el gravat, a més de l'Escola de Fontainebleau, podem esmentar Lucas van Leyden, Tintoretto, Ludovico Cigoli, Leonello Spada, Orazio Gentileschi, Guido Reni, Battistello Caracciolo, Carlo Francesco Nuvolone, Murillo, Guercino, Rembrandt, Artemisia Gentileschi, Francesco Solimena, Jean-Baptiste Nattier, Noël Hallé, Fragonard, Gauguin... Alguns d'ells han tractat reiteradament aquest tema, que és un dels clàssics de l'art eròtic.

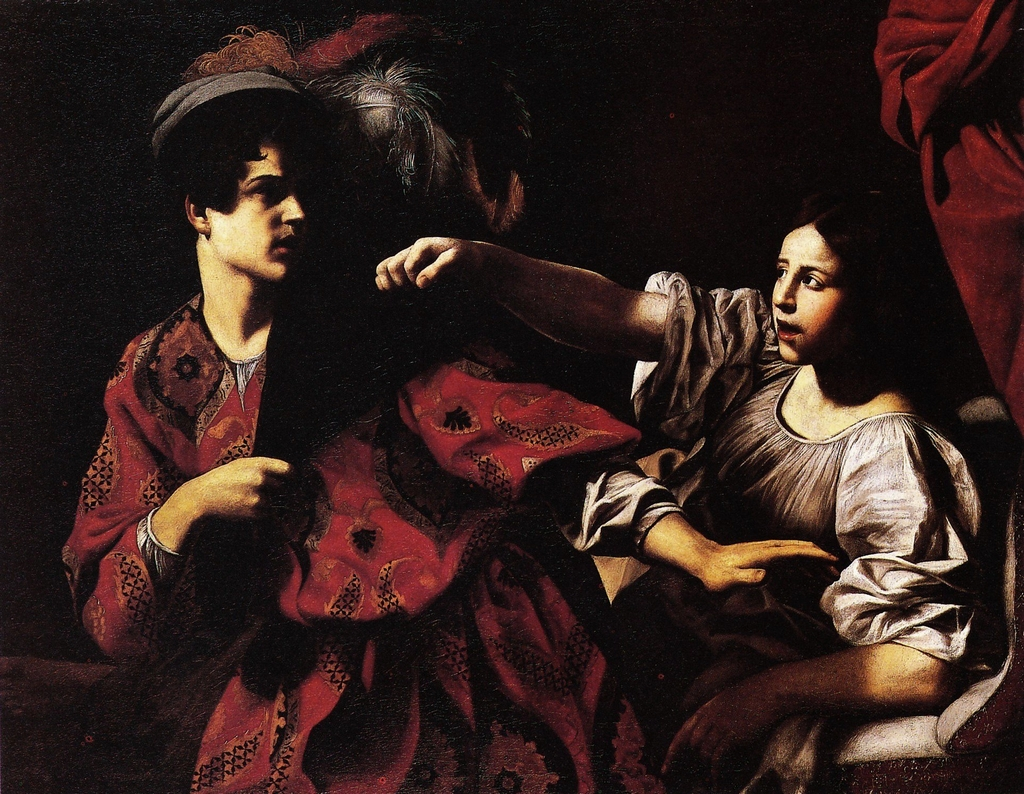
Battistello, 1618
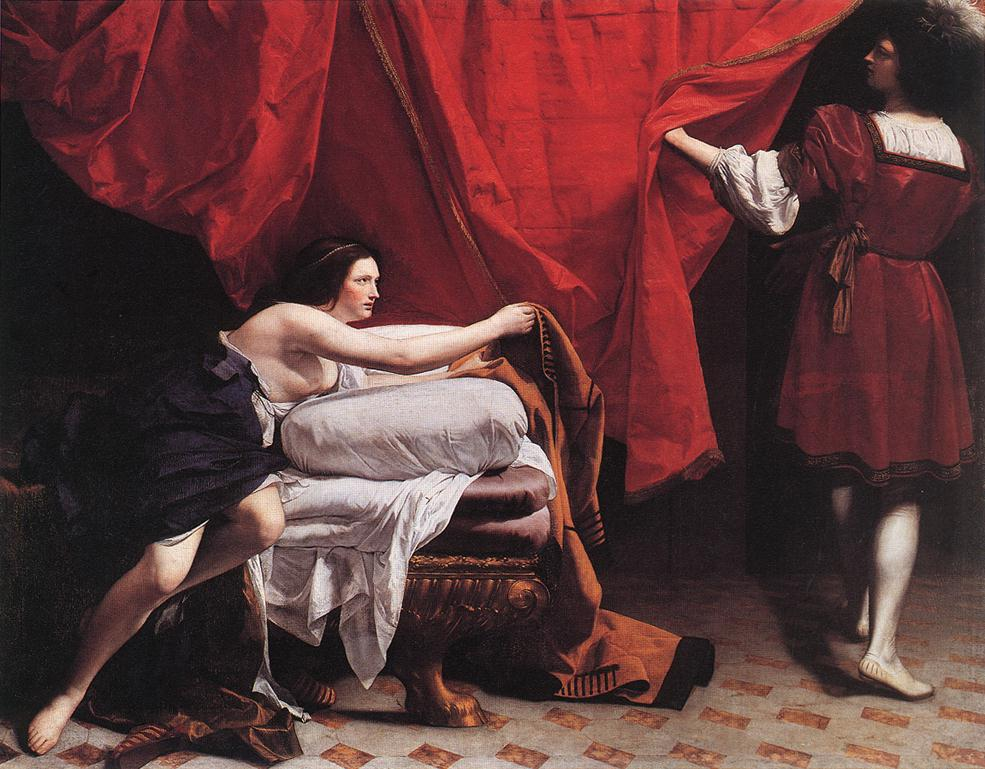
Orazio Gentileschi, c. 1626-1630
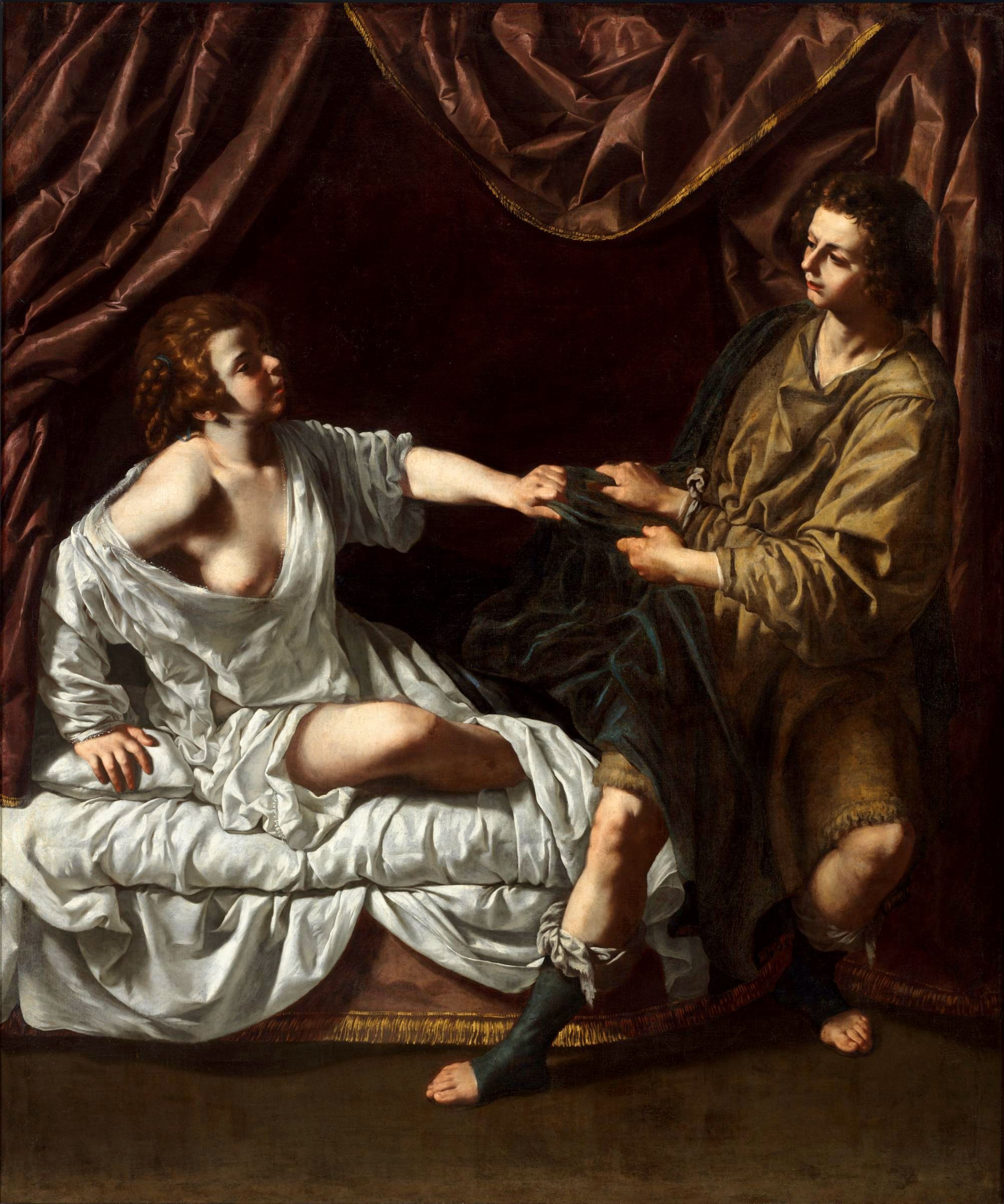
Artemisia Gentileschi (atr.), c. 1622-1640
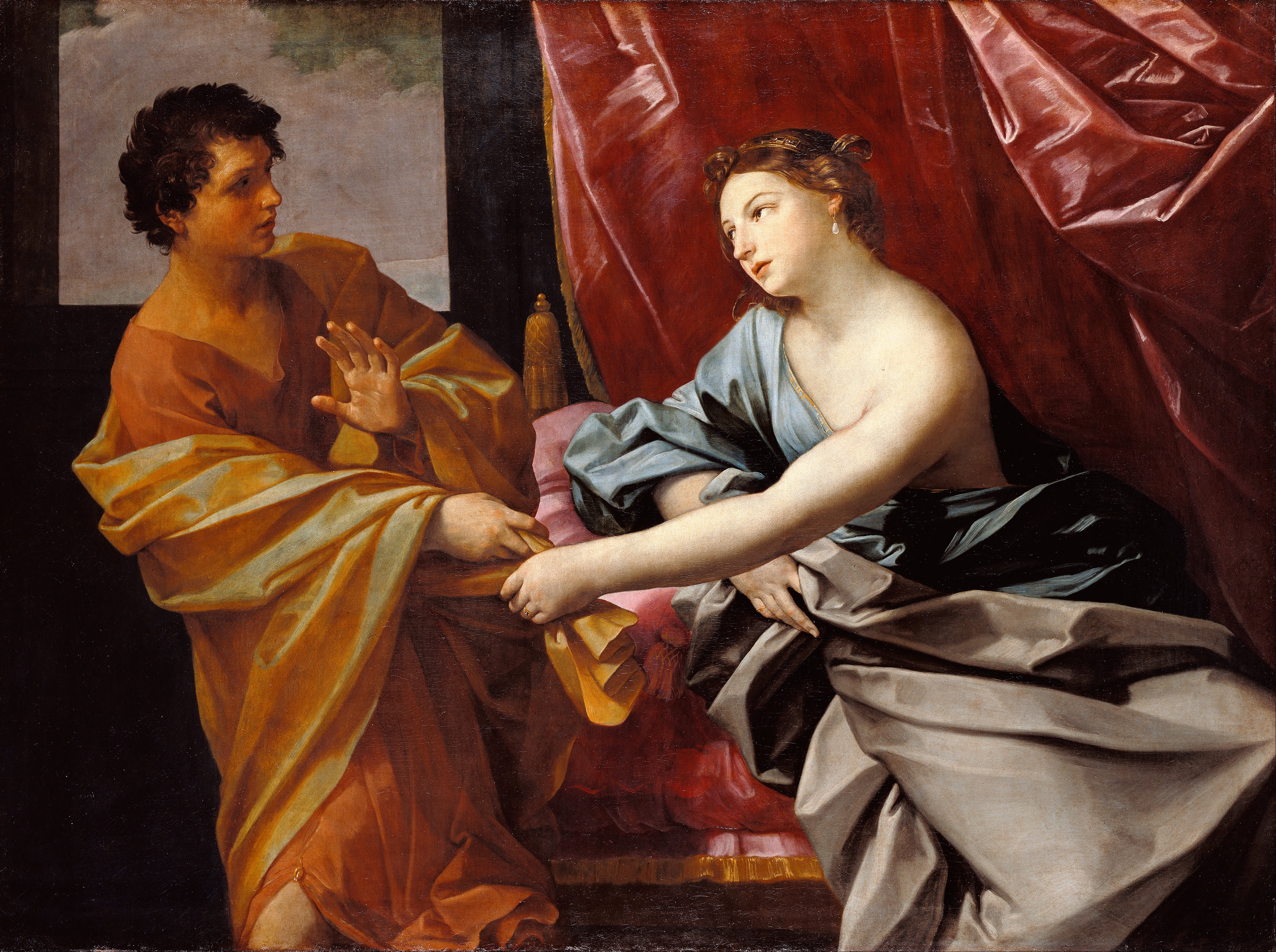
Guido Reni, c. 1630

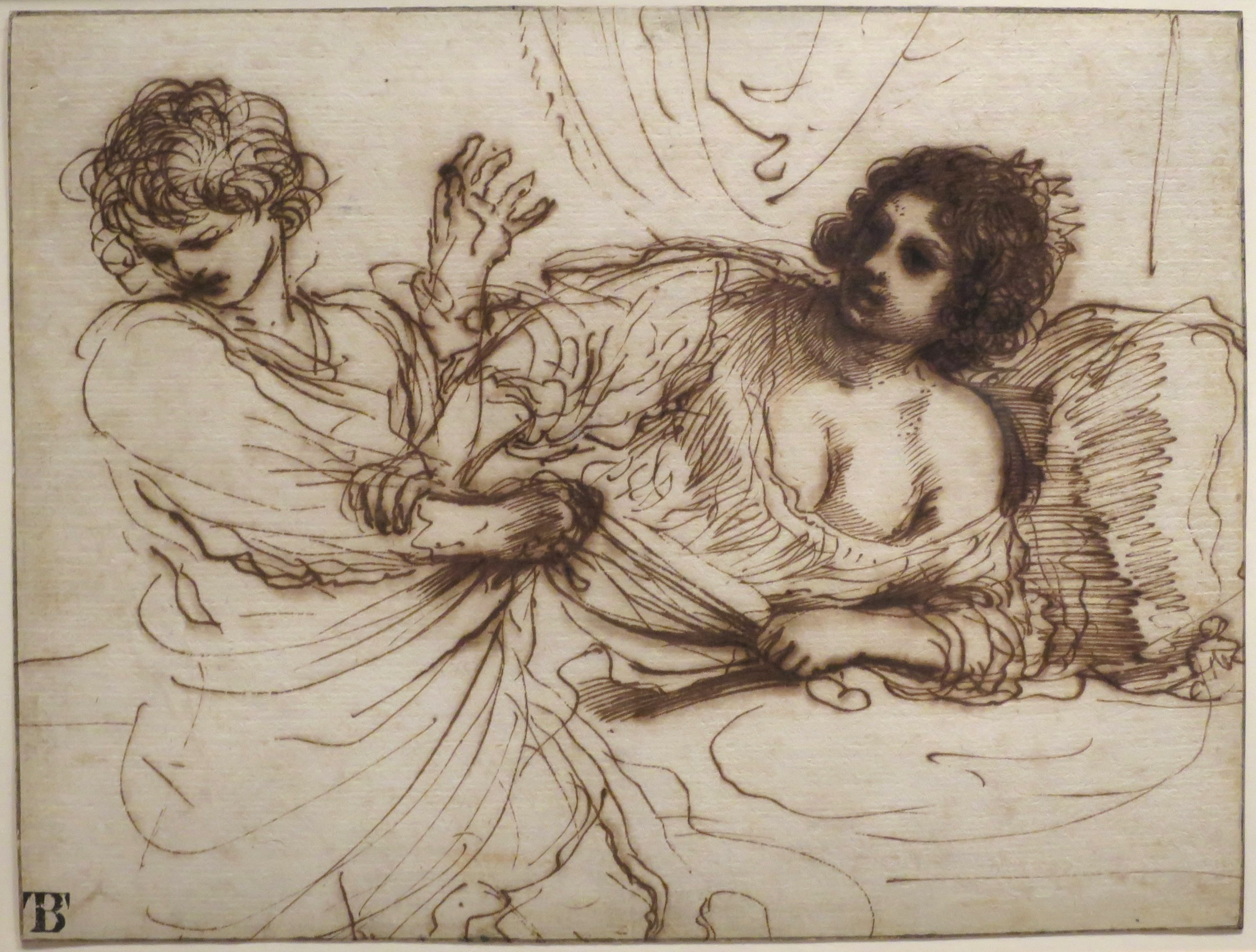
Guercino, 1649
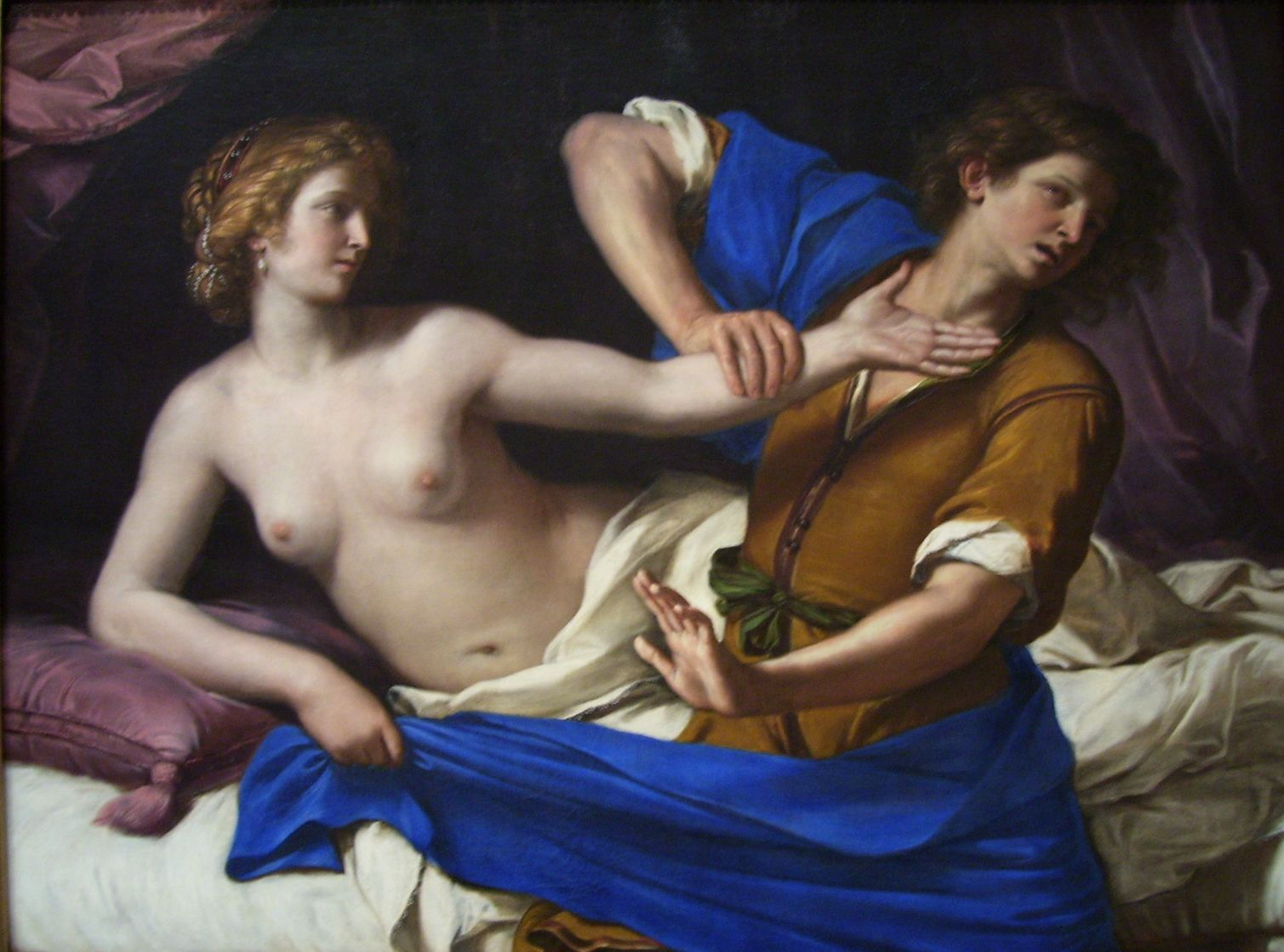
Guercino, 1649
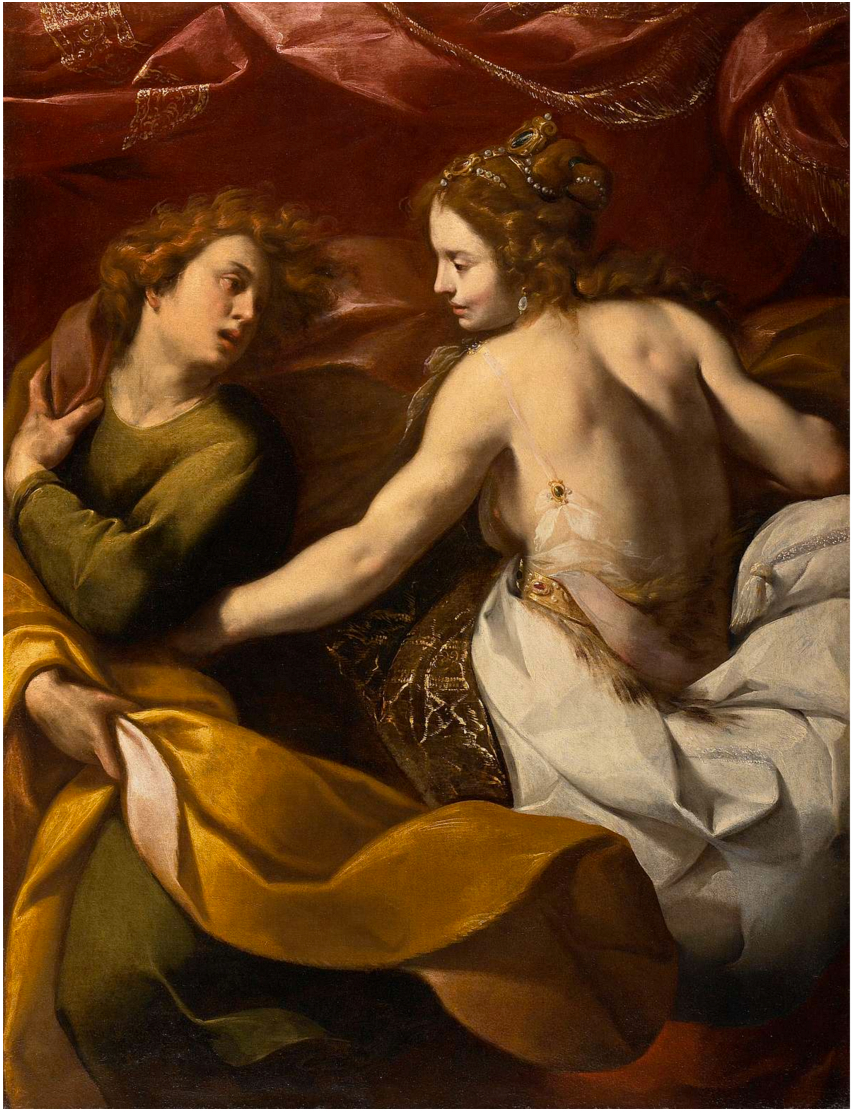
Carlo Francesco Nuvolone, c. 1640
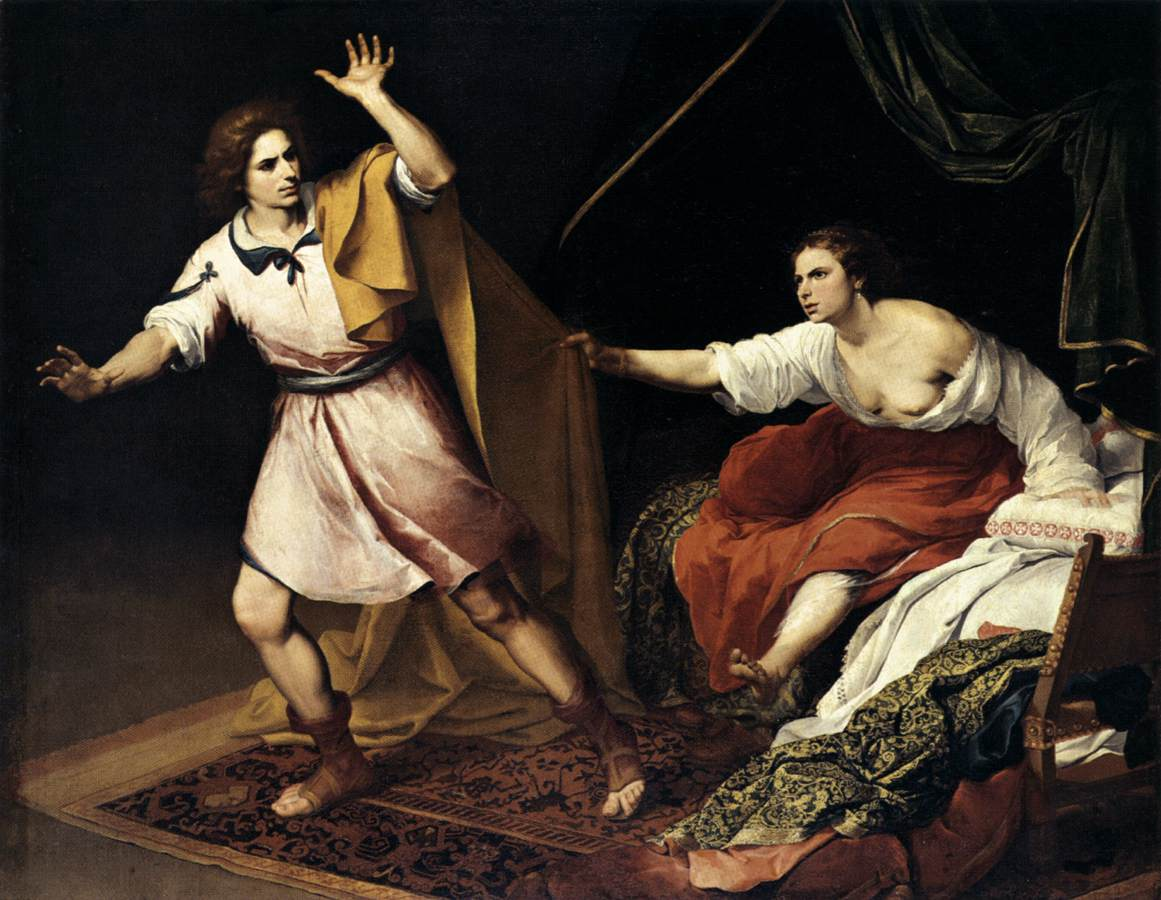
Murillo, c. 1640-1645

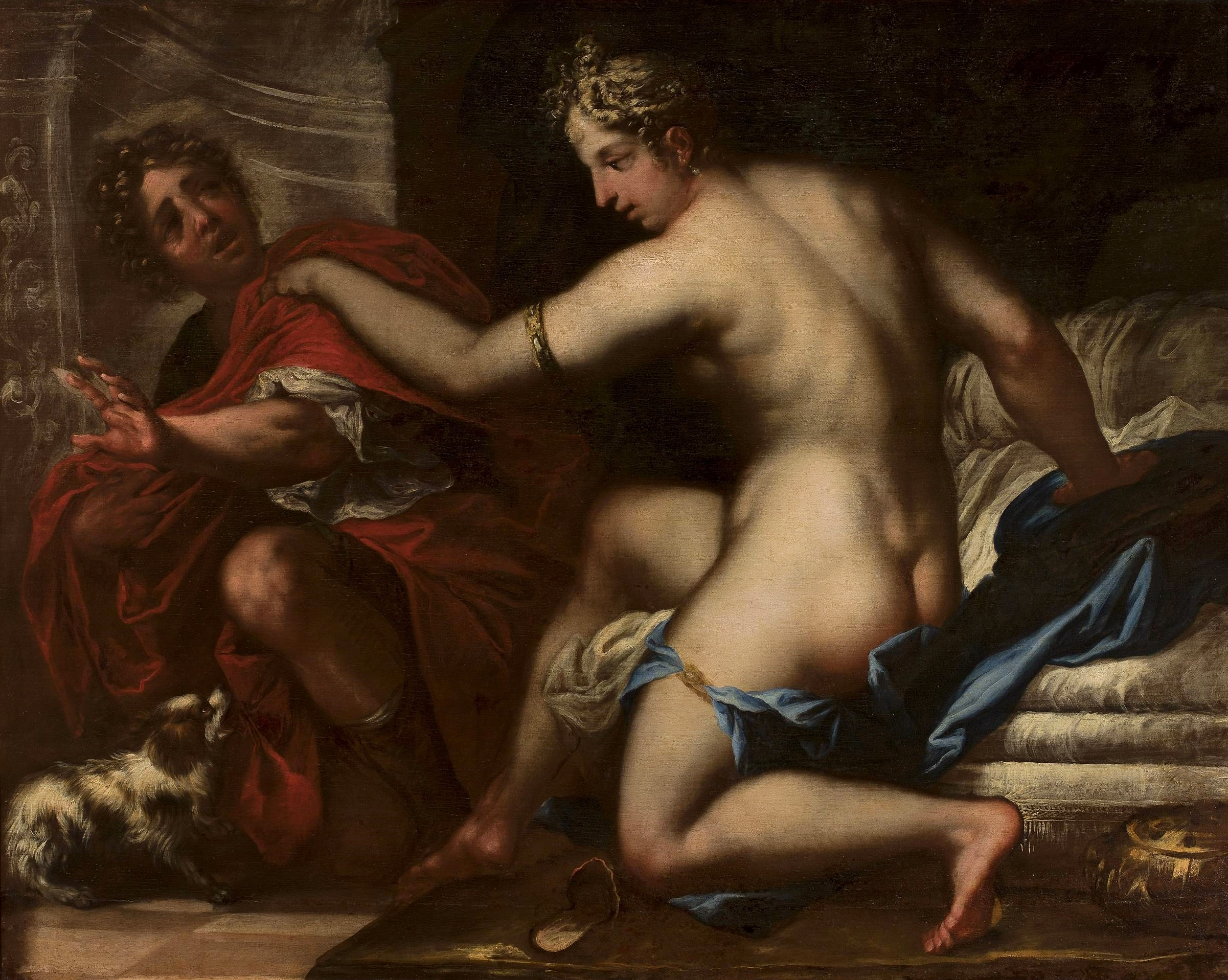
Pietro Liberi, conegut com «Libertino». Museu Nacional de Varsòvia
Rembrandt, 1655, National Gallery of Art
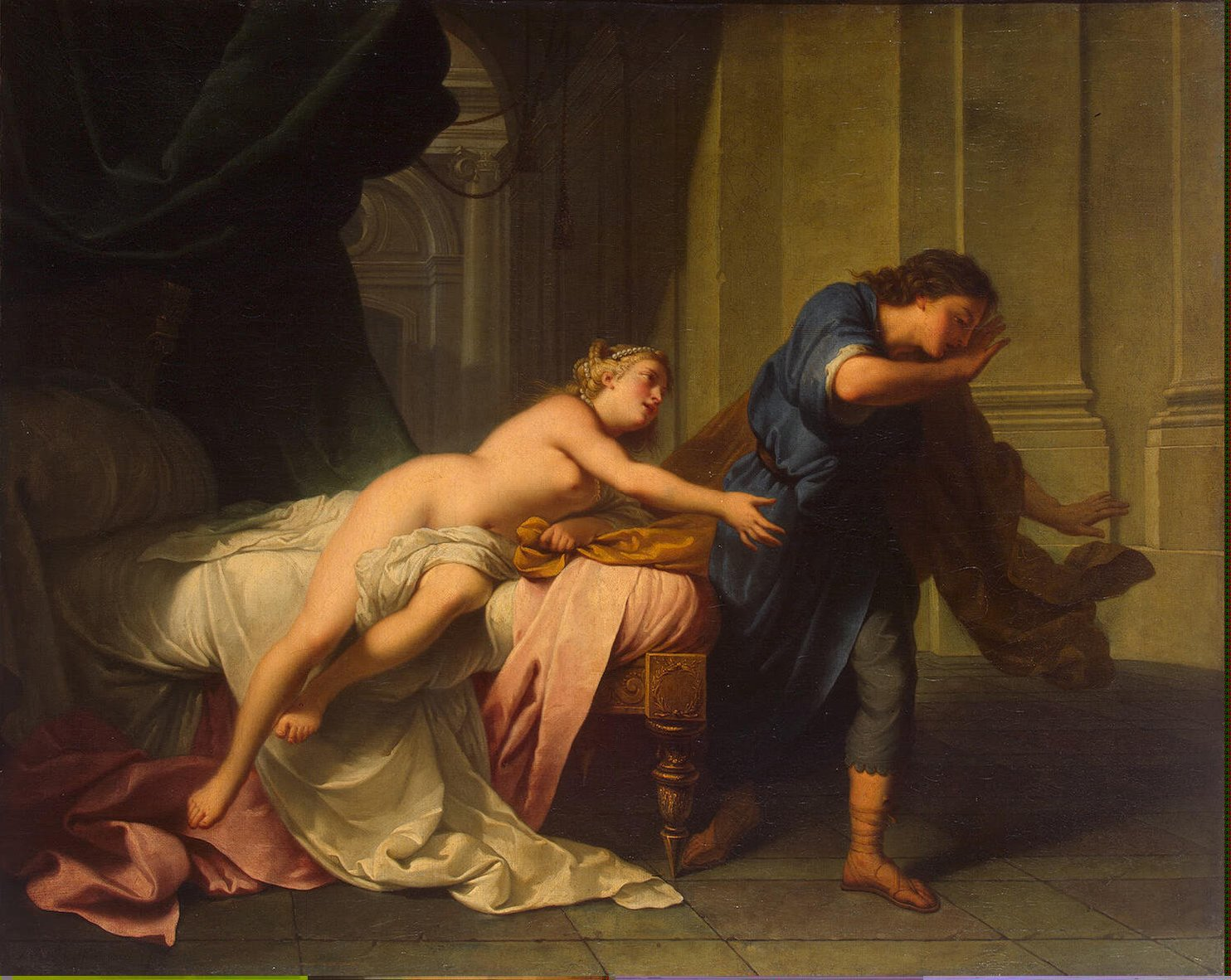
Jean-Baptiste Nattier, 1711. Museu de l'Hermitage a Sant Petersburg
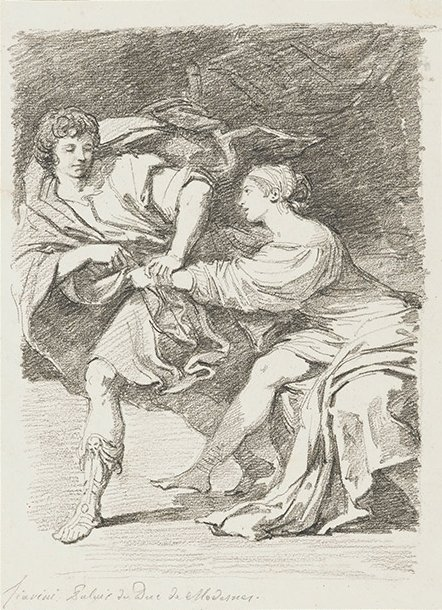
Fragonard, 1760-1761

### Música
Richard Strauss va compondre el 1912-1914 la música per a un ballet d'un acte, La llegenda de Josep (Josephslegende, op. 63), inspirada en la història de Josep i l'esposa de Putifar, sobre una argumentació de Hofmannsthal i Harry Kessler. Destinada als ballets russos de Serguei Diàguilev, l'obra es va estrenar a l'Opera de París el 14 de maig de 1914, no amb Nijinsky en el paper principal, barallat amb Diàguilev, sinó amb Léonide Massine.